# Latinolister columellaris
Latinolister columellaris är en skalbaggsart som först beskrevs av Lewis 1888.  Latinolister columellaris ingår i släktet Latinolister och familjen stumpbaggar. Inga underarter finns listade i Catalogue of Life.